# Mascha Rolnikaitė
Mascha Rolnikaitė (jiddisch מאַשע ראָלניק Mascha Rolnik; russisch Мария Григорьевна Рольникайте, Marija Grigorjewna Rolnikaite; * 21. Juli 1927 in Klaipėda (dt. Memel), Memelland; † 7. April 2016 in Sankt Petersburg) war eine litauische Buchautorin und Holocaustüberlebende. Ihr Tagebuch Ich muss erzählen erschien in verschiedenen Sprachen.

## Leben
Mascha Rolnikaitė wurde als Tochter eines Rechtsanwalts im Memelland geboren und wuchs im litauischen Plungė auf. Der Vater hatte in Leipzig über das Verfassungsrecht der baltischen Staaten promoviert und hatte für seine vier Kinder ein deutsches Kindermädchen eingestellt. Als Vilnius im Oktober 1939 litauisch geworden war, zog die Familie dorthin. Am 15. Juni 1940 wurde Litauen von der Sowjetunion okkupiert, die wiederum im Jahr 1941 vom Deutschen Reich überfallen wurde. Litauen wurde nun der deutschen Verwaltung durch das Reichskommissariat Ostland unterstellt und die Juden wurden entrechtet, verfolgt, im Ghetto Vilnius ghettoisiert und von den deutschen Einsatzgruppen und ihren litauischen Helfern in Massentötungen ermordet.
Rolnikaitės Tagebucherzählung beginnt mit dem Kriegsausbruch am 22. Juni 1941. Das Schreiben war so gefährlich, dass sie ihr Tagebuch für eine Zeit auswendig lernte. Ihr Vater war Rechtsanwalt und verteidigte mehrmals zuvor Kommunisten, was neben der jüdischen Herkunft der Familie eine zusätzliche Gefahr darstellte. Rolnikaitė überlebte das Ghetto sowie die Außenstelle Strasdenhof des KZ Riga-Kaiserwald und das KZ Stutthof. Auch ihr Vater Hirsch Rolnik, der rechtzeitig vor der Wehrmacht geflohen war, und ihre ältere Schwester Mira überlebten. Ihre Mutter Taiba und zwei jüngere Geschwister, Rajele und Ruwele, sowie 45 weitere Angehörige starben im Konzentrationslager.

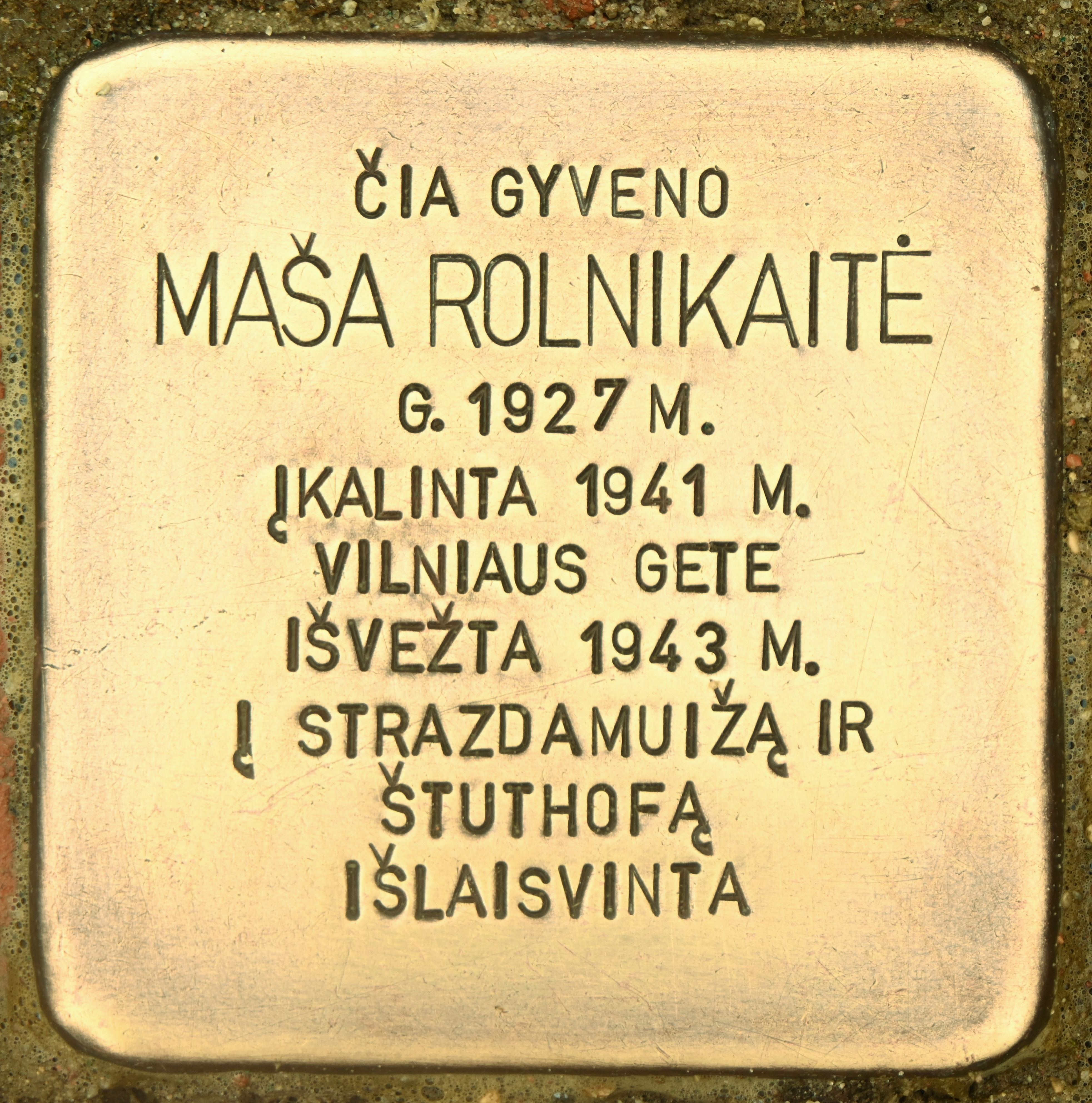
Stolperstein in Plungė

Die in den KZ-Aufenthalten dezimierten Aufzeichnungen verband sie 1945 mit ihren memorierten Aufzeichnungen und fasste alles in drei Schreibheften in jiddischer Sprache zusammen. Die Reste ihrer Originalaufzeichnungen warf sie weg, was sie später bereute. Anfang der sechziger Jahre erstellte sie selbst eine Übersetzung ins Litauische und ins Russische. Zunächst erschien 1963, nach etlichen Zensurmaßnahmen, die litauische Fassung. Die ebenfalls zensierte russische Fassung von 1965 erschien in 18 Sprachen, und 1967 erfolgte die erste deutsche Übersetzung in der DDR. Eine autobiografische Fortsetzung erschien in Auszügen im Jahr 2000 auf Russisch unter dem Titel Das kam danach in der Petersburger Literaturzeitschrift Der Stern. Ihr Tagebuch wurde im Jahre 2002, diesmal ungekürzt, unter dem Titel Ich muss erzählen erneut in die deutsche Sprache übersetzt.
Rolnikaitė studierte bis 1955 in einem Fernstudium am Moskauer Maxim-Gorki-Literaturinstitut, erhielt ihr Schriftsteller-Diplom aus den Händen von Wsewolod Wjatscheslawowitsch Iwanow und schrieb seither auf Russisch. Sie war mit einem Russen verheiratet, lebte und arbeitete in Sankt Petersburg. Sie war Mitglied des Demokratischen Schriftstellerverbandes.
In Plungė liegt ein Stolperstein für sie.

## Schriften (Auswahl)
- Das Tagebuch der Maria Rolnikaite. Europa-Verlag, Wien 1966 (erste deutschsprachige Ausgabe).
  - Gekürzte Ausgabe unter dem Titel Mein Tagebuch. Übersetzung und Bearbeitung von Herbert Krempien der russischen Übersetzung unter dem Titel Ja dolzna rasskazat. Union-Verlag VOB, Berlin 1967.
  - Ich muss erzählen. Mein Tagebuch 1941–1945. Aus dem Jiddischen übersetzt von Dorothea Greve. Mit einem Vorwort von Marianna Butenschön. Kindler Verlag, Berlin 2002, ISBN 3-463-40427-3.
    - Neuausgabe: Rowohlt-Taschenbuch-Verlag, Reinbek bei Hamburg 2004, ISBN 3-499-23555-2.
- Ausweiskontrolle! Roman. Aus dem Russischen von Hans-Joachim Grimm. Buchclub 65, Berlin 1976.
- Gewöhn dich ans Licht. Roman. Aus dem Russischen von Lieselotte Remané. Verlag Volk und Welt, Berlin 1977.